# José Menese

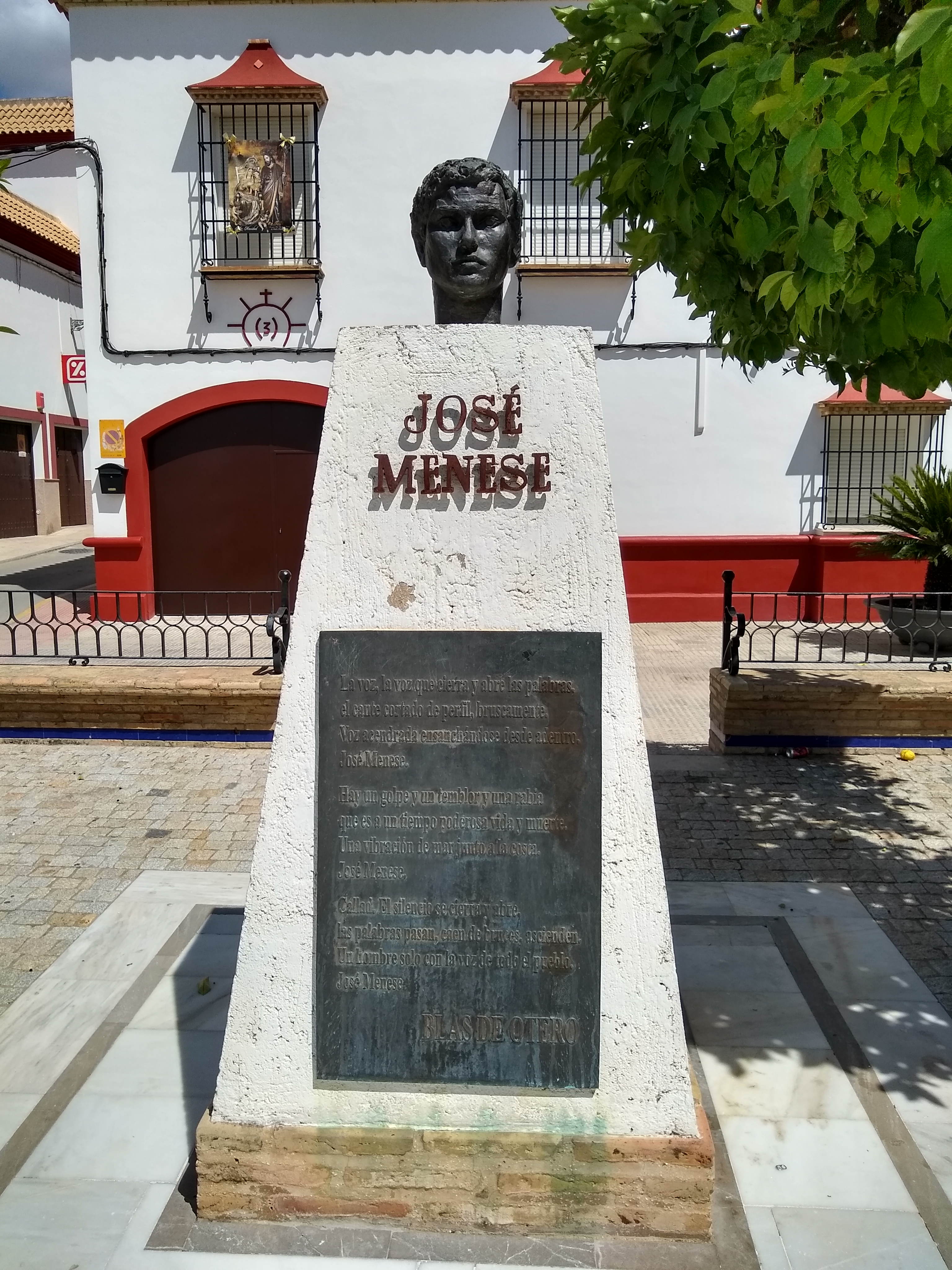
Monumento a José Menese en La Puebla de Cazalla.

José Meneses Scott (La Puebla de Cazalla, Sevilla, 3 de diciembre de 1942-ibídem, 29 de julio de 2016) fue un cantaor de flamenco andaluz.

## Biografía

### Inicios
Menese se crio en su pueblo natal de La Puebla de Cazalla, donde su padre ejercía el oficio de zapatero.

Mi padre y mi hermano Diego,
Zapateros como yo.
Y en casa de zapatero,
Descalcitos andamos todos.
José Menese, «Faltitas a mi persona» (1964)

Comenzó cantando en su localidad natal como aficionado, en locales como el Bar Central. En 1959, Antonio Mairena le presenta en su debut en el Cine Carretería de Osuna. A principios de los años 60 fue presentado en el mundo cultural madrileño por el pintor Francisco Moreno Galván, también originario de La Puebla de Cazalla; en 1963 pasó a formar parte del elenco de artistas del conocido tablao flamenco Zambra.
En 1967, Menese y Moreno Galván, junto con un grupo de aficionados, crean la Reunión de Cante Jondo de La Puebla de Cazalla: en aquella primera edición intervienen Antonio Mairena, Juan Talega, Chocolate, Fernanda y Bernarda de Utrera, El Perrate, Luis Torres, Paco Laberinto, Trini España, Diego del Gastor y el mismo José Menese.

## Temática y estilo
La relación de Menese con Moreno Galván fue muy prolongada, y fue éste quien creó la mayor parte de las letras de sus discos posteriores. El contenido de estas letras, con un profundo contenido social y, en algunas ocasiones, también político, le granjeó la enemistad de las autoridades del régimen franquista, si bien éstas nunca hallaron excusa en las cuidadas letras de Moreno Galván para ejercer la censura sobre ellas.

La dimensión política estuvo desde el origen de la Reunión vinculada a la estética. El mejor ejemplo es la renovación del repertorio de letras flamencas que abrió Moreno Galván, con un claro sentido político, cargado de valentía en tiempos tan sombríos. A finales de los 60, en plena dictadura, allí aparecía José Menese y cantaba: “Señor que vas a caballo / y no das los buenos días, / si el caballo cojeara / otro gallo cantaría.” O ésta: “Cayó al suelo una paloma / que le partieron las alas / parece que convenía / que el vuelo no levantara.” Evidentemente, como ha dicho Félix Grande, “aquello eran pedradas contra la cristalería del Palacio del Pardo”.
Miguel Ángel Rivero

De entre estas letras destacan, entre otras, «Qué bien me suena tu nombre», donde se denuncia el mal uso de la palabra guerrillero por parte de un grupo terrorista de ultraderecha de finales del franquismo conocido como Guerrilleros de Cristo Rey:

Guerrillero, guerrillero,
Qué bien me suena tu nombre.
Va ligado a la leyenda
De libertad e ilusiones...
Francisco Moreno Galván

A José Menese se le consideró como el heredero natural de Antonio Mairena, si bien Menese ha conseguido desprenderse de cualquier influencia estilística para desarrollar su propio estilo en el cante flamenco, lo que unido a una voz clara y desgarrada, le han convertido en uno de los cantaores flamencos de más importancia del siglo XX.

La voz, la voz que cierra y abre las palabras, el cante cortado de perfil, bruscamente. Voz centrada ensanchándose desde dentro, José Menese
Blas de Otero

A pesar de no pertenecer a la etnia gitana, José Menese hace gala de una potente voz cuyos matices recuerdan a los grandes cantaores gitanos, especialmente a Antonio Mairena. Menese es un cantaor ortodoxo que siempre ha respetado los esquemas clásicos del flamenco, rechazando en su repertorio innovaciones como las que otros artistas han introducido en el cante de finales del siglo XX. A pesar de ello, ha sido el primer artista flamenco en llevar el cante a escenarios como el Teatro Olympia de París (1973 y 1974) o incluso al Auditorio Nacional de Música de Madrid (1991).

José Menese era uno de los mejores cantaores payos del momento presente y quizá añadir que va ser, que puede ser, en la actual coyuntura del cante jondo, lo que salvando las distancias, no solamente de tiempo, fueran Silverio y Chacón, los dos grandes castellanos del cante andaluz.
Francisco Vallecillo.

## Premios y reconocimientos
- 1965 - Premio de Honor "Tomás el Nitri" del Concurso de Cante Flamenco de Córdoba
- 1966 - Siguiriyas de Marbella
- 1967 - Premio de Mairena de Alcor
- 1968
  - -Popular del Diario Pueblo
  - -Premio Ondas de la SER
  - -La Saeta de Oro de RNE
- 1971
  - -La Saeta de Oro de Almería
  - Trofeo Lucas López
- 1974 - Premio Nacional al Cante de la Cátedra de Jerez
- 1987 - Premio Cabal de Plata, por votación popular, de RNE
- 1992 - Compás del Cante
- 1996 - Mención especial de los Premios Ondas
- 1997 - Galardón Flamenco Calle de Alcalá y "Patriarca del Cante"

## Discografía
- 1963 - José Menese
- 1964 - Saetas
- 1964 - José Menese
- 1965 - José Menese
- 1965 - Cantes de José Menese
- 1967 - José Menese
- 1967 - Cantes flamencos básicos
- 1968 - Menese
- 1969 - La Mariana
- 1970 - Saetas de oro
- 1970 - Renuevos cantes viejos
- 1971 - Cuando llegará el momento
- 1971 - Romance de Juan García
- 1971 - Cantes para el hombre nuevo
- 1974 - Los que pisan la tierra
- 1975 - Theâtre de l'Olympia
- 1975 - Soleares del que nunca fue a Granada
- 1975 - Festival flamenco gitano, vol. 2
- 1976 - La palabra
- 1978 - Andalucía 40 años
- 1981 - Mi cante a la esperanza
- 1982 - Ama todo cuanto vive
- 1985 - Cantes de ida y vuelta
- 1987 - Puerta Ronda
- 1990 - Les voix d'Itxassou (Tony Coe, José Menese canta «Hasta siempre, comandante»)
- 1993 - El viento solano
- 1994 - Arte flamenco
- 1995 - Recital Teatro Albéniz, 30 años de cante
- 1995 - En el Albéniz
- 1997 - El Flamenco Vive
- 1997 - A mi madre Remedios
- 2000 - A Francisco
- 2002 - La pureza del cante
- 2005 - A mis soledades voy, de mis soledades vengo